# Emil Hovmand
Emil Hovmand (* 15. Juli 1991) ist ein dänischer Bahn- und Straßenradrennfahrer.
Emil Hovmand gewann 2009 die vierte Etappe bei der Trofeo Karlsberg und konnte so auch die Gesamtwertung für sich entscheiden. Außerdem war er bei Etappen der Tour de Himmelfart, der Niedersachsen-Rundfahrt und von Liège-La Gleize erfolgreich. Aufgrund seiner guten Ergebnisse bei deutschen Juniorenrennen gewann er die Gesamtwertung der Internationalen Deutschen Meisterschaft. Des Weiteren wurde er dänischer Meister im Mannschaftszeitfahren der Jugendklasse. Auf der Bahn wurde Hovmand 2009 nationaler Meister in der Einerverfolgung der Junioren.

## Erfolge – Bahn
2009
- Dänischer Meister – Einerverfolgung (Junioren)

## Teams
- 2010 Team Designa Køkken-Blue Water